# Юбілейне сільське поселення (Медведевський район)
Юбіле́йне сільське поселення (рос. Юбилейное сельское поселение) — муніципальне утворення у складі Медведевського району Марій Ел, Росія. Адміністративний центр та єдиний населений пункт — селище Юбілейний.

## Населення
Населення — 1511 осіб (2019, 1614 у 2010, 1586 у 2002).